# Miechów
Miechów is een stad in het Poolse woiwodschap Klein-Polen, gelegen in de powiat Miechowski. De oppervlakte bedraagt 15,49 km², het inwonertal 11.852 (2005).

## Verkeer en vervoer
- Station Miechów
- Station Miechów Wąskotorowy